# 拉克 (安德尔省)
拉克（法語：Lacs，法語發音：[lak] ⓘ）是法国安德尔省的一个市镇，位于该省东南部，属于拉沙特尔区。该市镇总面积13.46平方公里，2009年时的人口为653人。

## 人口
拉克人口变化图示